# Pan voevoda
Pan Voevoda, letteralmente Il nobile governatore provinciale (Pan è un titolo nobiliare che significa Signore, voevoda era un titolo attribuito ai governatori territoriali in vari paesi slavi), è un'opera in quattro atti di Nikolaj Andreevič Rimskij-Korsakov, su libretto di Il'ja Fëdorovič Tjumenev. L'opera è dedicata a Fryderyk Chopin, ed è tra le meno fortunate di Rimskij-Korsakov, principalmente a causa di un intreccio disorganico e melodrammatico, più che per la qualità della musica.

## Storia della composizione
Nel 1901 Rimskij-Korsakov, considerando diversi soggetti per un'opera, commissionò a Il'ja Tjumenev un libretto che trattasse vicende dal contenuto drammatico ambientate nella Polonia dei secoli XVI-XVII, ma senza intenti politici. Il compositore accarezzava da tempo l'idea di comporre un'opera su un soggetto polacco, e per le diverse melodie polacche che conosceva fin dall'infanzia, e per l'influenza che avevano avuto per la sua musica le composizioni di Chopin. Il libretto di Pan Voevoda di Tjumenev soddisfece appieno Rimskij-Korsakov, che però rinviò la composizione all'anno successivo. La scrittura dell'opera fu terminata nel 1903, e nell'estate del 1904 Rimskij-Korsakov apportò le ultime correzioni alla partitura edita da Bessel. La sua prima rappresentazione ebbe luogo il 3 ottobre 1904 alla sala grande del conservatorio di San Pietroburgo, diretta da Václav Suk. Il 27 settembre 1905 Pan Voevoda fu eseguita per la prima volta al teatro Bol'šoj, diretta da Sergej Rachmaninov.

## Trama
L'azione ha luogo tra i secoli XVI e XVII in Polonia. Il voevoda è un potente governatore provinciale. L'intreccio principale nasce da un suo precedente incontro nei boschi con Marija, un'orfana dell'antica aristocrazia polacca, la cui bellezza lo ha sedotto.

### Atto primo
In un'ampia radura della foresta. Dopo un'introduzione orchestrale che evoca la magia dei boschi, Čaplinskij si incontra con la fidanzata Marija e i suoi amici, ma al sopraggiungere di un gruppo di cacciatori si ritirano. Il voevoda arriva con la sua amante Jadviga e gli amici Dzjuba e Olesnickij, entrambi innamorati di lei. Dopo una danza, il voevoda racconta del suo precedente incontro con la bella giovane, al che Jadviga in uno scatto di gelosia se ne va, seguita dai suoi ammiratori. Rimasto solo, inizia a vagare nel bosco, finché non si imbatte in Marija. Nell'apprendere che lei è promessa a Čaplinskij, il voevoda ordina ai suoi servitori di catturarla: nella lotta che ne segue Čaplinskij è ferito e abbandonato nel bosco, mentre la povera Marija è presa: il voevoda le dichiara che la sposerà, cosa che sbalordisce Jadviga che è di ritorno.

### Atto secondo
Nella capanna dell'apicoltore e stregone Doroš. Olesnickij è nascosto in attesa dell'amata Jadviga, che sta arrivando per chiedere allo stregone di predirle il futuro. In un catino d'acqua si forma l'immagine del voevoda e Marija all'altare. Pazza di gelosia Jadviga decide di uccidere la ragazza, e chiede allo stregone di darle un veleno. Poi si incontra con Olesnickij e le chiede aiuto in cambio del suo amore. Udendo avvicinarsi qualcuno, si nascondono. Si tratta di Čaplinskij che sta pianificando di attaccare il castello del voevoda nel giorno delle nozze, per liberare Marija. Jadviga ha ascoltato tutto e se ne va.

### Atto terzo
Nella sala del castello del voevoda. Il matrimonio viene celebrato con grande festa: si ballano mazurche e si canta. Il voevoda vuole brindare con la moglie, ma lei cortesemente rifiuta. Dopo una vivace polonaise, appare Jadviga senza essere stata invitata, e viene sorpresa da Dzjuba nel tentativo di versare il veleno nel calice di Marija. Il voevoda rimprovera l'ex amante, ma Olesnickij ne prende le difese. Jadviga avverte il voevoda che il suo castello sta per essere attaccato, e allora tutti riflettono sul da farsi. Il voevoda ordina a Marija di intrattenere gli ospiti col canto, ma lei, pensando al suo amato, intona una canzone triste su un cigno morente, che suscita le ire del voevoda. Allora il vecchio Dzjuba chiede una danza cosacca per rallegrare tutti, ma questa cessa all'improvviso perché irrompe Čaplinskij con i suoi compagni. Marija si getta tra le sue braccia ed inizia il combattimento, ma il sipario si chiude sui servitori del voevoda che stanno avendo decisamente la meglio.

### Atto quarto
Nella sala del castello, il mattino dopo. Dappertutto ci sono le tracce della battaglia. Čaplinskij è rinchiuso in una segreta in attesa dell'esecuzione. Marija tenta di intercedere, ma invano. Il voevoda vuole bere con lei in segno di riconciliazione. Olesnickij acconsente alla richiesta di Jadviga di versare il veleno nel calice di Marija. Quando il voevoda parla con Jadviga, i suoi antichi sentimenti si risvegliano, e i due cantano assieme appassionatamente. Olesnickij, alla vista di ciò, decide di versare il veleno nel calice del suo signore. Gli sposi brindano pubblicamente, e Čaplinskij viene condotto per essere giustiziato. Il veleno però fa effetto, e il voevoda muore proprio mentre annuncia la sentenza capitale. Marija, come vedova ed erede del voevoda, immediatamente ordina ai servi di liberare Čaplinskij ed il sipario si chiude.

## Opere derivate
Suite dall'opera Pan Voevoda, Op. 59
- Introduzione
- Krakovjak
- Notturno Al chiaro di luna
- Mazurka
- Polonaise